# Johannes Reuschle
Johannes Reuschle (* 23. Juni 1890 in Schönefeld; † 31. Juli 1949) war ein deutscher Turner.
Johannes Reuschle nahm an den Olympischen Spielen 1912 in Stockholm teil. Mit der deutschen Mannschaft belegte er im Freien System den vierten und im Mannschaftsmehrkampf den fünften Platz. Reuschle studierte Jura. 